# Grand Prix Włoch 1949
Grand Prix Włoch 1949 (oryg. XIX Gran Premio d’Italia) – jeden z wyścigów Grand Prix, który rozegrano w 1949 roku na torze Autodromo Nazionale di Monza, we Włoszech. Zawody były piątymi w sezonie spośród Grandes Épreuves, prestiżowych wyścigów klasy Grand Prix.

## Lista startowa
Na niebieskim tle kierowcy, którzy nie wzięli udziału w kwalifikacjach, lecz współdzielili samochód w czasie wyścigu
| Nr | Kierowca                | Zespół                | Samochód         | Silnik       |   |
| -- | ----------------------- | --------------------- | ---------------- | ------------ | - |
| 2  | Benedicto Campos        | Squadra Argentina     | Maserati 4CLT/48 | Maserati L4s | ? |
| 4  | Giuseppe Farina         | Scuderia Milano       | Maserati 4CLT/48 | Maserati L4s | ? |
| 6  | Prince Bira             | Enrico Platé          | Maserati 4CLT/48 | Maserati L4s | ? |
| 8  | Alberto Ascari          | Scuderia Ferrari      | Ferrari 125      | Ferrari V12s | ? |
| 10 | Louis Rosier            | prywatny              | Talbot-Lago T26C | Talbot L6    | ? |
| 14 | Nello Pagani            | prywatny              | Talbot-Lago 700  | Talbot L8s   | ? |
| 16 | Felice Bonetto          | Scuderia Ferrari      | Ferrari 125      | Ferrari V12s | ? |
| 20 | Reg Parnell             | prywatny              | Maserati 4CLT/48 | Maserati L4s | ? |
| 22 | Guy Mairesse            | SFACS Ecurie France   | Talbot-Lago T26C | Talbot L6    | ? |
| 24 | David Murray            | prywatny              | Maserati 4CLT/48 | Maserati L4s | ? |
| 26 | Clemente Biondetti      | prywatny              | Maserati 4CLT    | Maserati L4s | ? |
| 28 | Eugène Chaboud          | prywatny              | Delahaye 135     | Delahaye L6  | ? |
| 30 | Henri Louveau           | prywatny              | Maserati 4CL     | Maserati L4s | ? |
| 32 | Franco Rol              | prywatny              | Maserati 4CLT/48 | Maserati L4s | ? |
| 34 | Luigi Villoresi         | Scuderia Ferrari      | Ferrari 125      | Ferrari V12s | ? |
| 36 | Leslie Brooke           | prywatny              | Maserati 4CLT/48 | Maserati L4s | ? |
| 40 | Raymond Sommer          | Scuderia Ferrari      | Ferrari 125      | Ferrari V12s | ? |
| 42 | Emmanuel de Graffenried | Scuderia Enrico Platé | Maserati 4CLT/48 | Maserati L4s | ? |
| 44 | Cuth Harrison           | prywatny              | ERA B            | ERA L6s      | ? |
| 50 | Johnny Claes            | Ecurie Belge          | Talbot-Lago T26C | Talbot L6    | ? |
| 52 | Piero Taruffi           | Scuderia Milano       | Maserati 4CLT/48 | Maserati L4s | ? |
| 54 | Philippe Étancelin      | prywatny              | Talbot-Lago T26C | Talbot L6    | ? |
| 56 | Pierre Levegh           | prywatny              | Talbot-Lago T26C | Talbot L6    | ? |
| ?  | Peter Whitehead         | prywatny              | Ferrari 125      | Ferrari V12s | ? |
| Nr | Kierowca                | Zespół                | Samochód         | Silnik       |   |

### Kwalifikacje
Źródło: silhouet.com
| Poz. | Nr | Kierowca                | Konstruktor        | Czas   | Poz. s. |
| ---- | -- | ----------------------- | ------------------ | ------ | ------- |
| 1    | 8  | Alberto Ascari          | Ferrari            | 2:05,0 | 1       |
| 2    | 34 | Luigi Villoresi         | Ferrari            | 2:05,4 | 2       |
| 3    | 4  | Giuseppe Farina         | Maserati           | 2:07,8 | 3       |
| 4    | 40 | Raymond Sommer          | Ferrari            | 2:09,8 | 4       |
| 5    | 2  | Benedicto Campos        | Maserati           | 2:11,8 | 5       |
| 6    | 42 | Emmanuel de Graffenried | Maserati           | 2:12,6 | 6       |
| 7    | 6  | Prince Bira             | Maserati           | 2:13,0 | 7       |
| 8    | 54 | Philippe Étancelin      | Talbot-Lago-Talbot | 2:13,8 | 8       |
| 9    | 26 | Clemente Biondetti      | Maserati           | 2:14,0 | 9       |
| 10   | 10 | Louis Rosier            | Talbot-Lago-Talbot | 2:15,0 | 10      |
| 11   | 32 | Franco Rol              | Maserati           | 2:16,4 | 11      |
| 12   | 16 | Felice Bonetto          | Ferrari            | 2:16,6 | 12      |
| 13   | 20 | Reg Parnell             | Maserati           | 2:16,8 | 13      |
| 14   | 56 | Pierre Levegh           | Talbot-Lago-Talbot | 2:17,4 | 14      |
| 15   | 44 | Cuth Harrison           | ERA                | 2:17,4 | 15      |
| 16   | 50 | Johnny Claes            | Talbot-Lago-Talbot | 2:19,2 | 16      |
| 17   | 24 | David Murray            | Maserati           | 2:21,4 | 17      |
| 18   | ?  | Peter Whitehead         | Ferrari            | 2:22,8 | 18      |
| 19   | 22 | Guy Mairesse            | Talbot-Lago-Talbot | 2:22,8 | 19      |
| 20   | 28 | Eugène Chaboud          | Delahaye           | 2:23,4 | 20      |
| 21   | 30 | Henri Louveau           | Maserati           | 2:31,0 | 21      |
| 22   | 14 | Nello Pagani            | Talbot-Lago-Talbot | 2:33,8 | 22      |
| 23   | 36 | Leslie Brooke           | Maserati           | 2:37,8 | 23      |
| 24   | 52 | Piero Taruffi           | Maserati           | –      | 24      |
| Poz. | Nr | Kierowca                | Konstruktor        | Czas   | Poz. s. |

### Wyścig
Źródło: statsf1
| P                 | + / –     | Nr | Kierowca                | Konstruktor        | Okr. | Czas / Strata              | Komentarz |
| ----------------- | --------- | -- | ----------------------- | ------------------ | ---- | -------------------------- | --------- |
| 1                 | Bez zmian | 8  | Alberto Ascari          | Ferrari            | 80   | 2:58:53,6                  |           |
| 2                 | 6         | 54 | Philippe Étancelin      | Talbot-Lago-Talbot | 79   | +1 okr                     |           |
| 3                 | 4         | 6  | Prince Bira             | Maserati           | 77   | +3 okr                     |           |
| 4                 | 2         | 42 | Emmanuel de Graffenried | Maserati           | 76   | +4 okr                     |           |
| 5                 | 1         | 40 | Raymond Sommer          | Ferrari            | 75   | +5 okr                     |           |
| 6                 | 9         | 44 | Cuth Harrison           | ERA                | 75   | +5 okr                     |           |
| 7                 | 17        | 52 | Piero Taruffi           | Maserati           | 64   | +16 okr                    |           |
| 8                 | 8         | 50 | Johnny Claes            | Talbot-Lago-Talbot | 62   | +18 okr                    |           |
| 9                 | 12        | 30 | Henri Louveau           | Maserati           | 59   | +21 okr                    |           |
| Niesklasyfikowani |           |    |                         |                    |      |                            |           |
|                   |           | 2  | Benedicto Campos        | Maserati           | 55   | Korbowód                   |           |
|                   |           | 28 | Eugène Chaboud          | Delahaye           | 50   | Przegrzanie                |           |
|                   |           | 10 | Louis Rosier            | Talbot-Lago-Talbot | 49   | Silnik                     |           |
|                   |           | 24 | David Murray            | Maserati           | 46   | Wypadek                    |           |
|                   |           | 56 | Pierre Levegh           | Talbot-Lago-Talbot | 33   | Tylna oś                   |           |
|                   |           | 32 | Franco Rol              | Maserati           | 30   | Silnik                     |           |
|                   |           | 22 | Guy Mairesse            | Talbot-Lago-Talbot | 28   | Wypadek                    |           |
|                   |           | 34 | Luigi Villoresi         | Ferrari            | 26   | Skrzynia biegów            |           |
|                   |           | 4  | Giuseppe Farina         | Maserati           | 16   | Silnik                     |           |
|                   |           | 36 | Leslie Brooke           | Maserati           | 16   | Pompa paliwowa             |           |
|                   |           | 16 | Felice Bonetto          | Ferrari            | 14   | Uszczelka głowicy cylindra |           |
|                   |           | ?  | Peter Whitehead         | Ferrari            | 9    | Silnik                     |           |
|                   |           | 20 | Reg Parnell             | Maserati           | 3    | Korbowód                   |           |
|                   |           | 26 | Clemente Biondetti      | Maserati           | 2    | Wycofał się                |           |
|                   |           | 14 | Nello Pagani            | Talbot-Lago-Talbot | 1    | Silnik                     |           |
| P                 | + / –     | Nr | Kierowca                | Konstruktor        | Okr. | Czas / Strata              | Komentarz |

### Najszybsze okrążenie
Źródło: silhouet.com
| Nr | Kierowca       | Konstruktor | Czas   | Okr. |
| -- | -------------- | ----------- | ------ | ---- |
| 8  | Alberto Ascari | Ferrari     | 2:06,8 |      |